# Veľký Slivník
Veľký Slivník est un village de Slovaquie situé dans la région de Prešov.

## Histoire
Première mention écrite du village en 1282.

## Démographie

### Évolution de la population
| Année:               | 1994. | 2004.    | 2014.   | 2024.   |
| -------------------- | ----- | -------- | ------- | ------- |
| Nombre de personnes: | 284   | 316      | 341     | 324     |
| Différence:          |       | +11,26 % | +7,91 % | -4,98 % |

| Année:               | 2023. | 2024.   |
| -------------------- | ----- | ------- |
| Nombre de personnes: | 323   | 324     |
| Différence:          |       | +0,30 % |